# بيت السمين (ساة)
'

تعديل مصدري - تعديل

بيت السمين هي إحدى قرى عزلة ساه بمديرية ساة التابعة لمحافظة حضرموت، بلغ تعداد سكانها 230 نسمة حسب تعداد اليمن لعام 2004.